# Oljesand

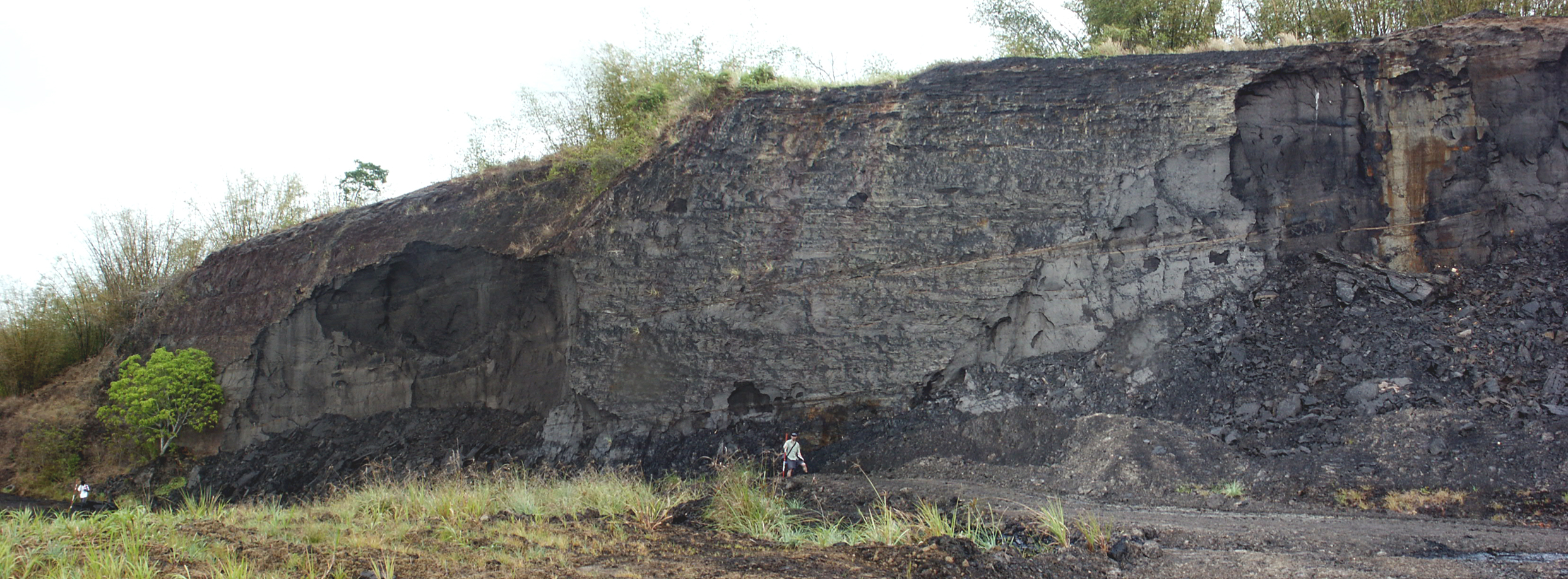
Oljesand i Trinidad och Tobago.

Oljesand, ibland även kallad tjärsand, är en naturlig bitumenfyndighet. Sanden består egentligen av en blandning av sand eller lera, vatten och petroleum-produkten bitumen. Oljesand finns i stora kvantiteter i flera länder i världen men de allra största fyndigheterna finns i Alberta, Kanada och Venezuela. Det är först på senare tid som man har börjat betrakta oljesand som en del av världens oljereserver eftersom man inte förrän nu har teknik för att utvinna användbara petroleumprodukter ur sanden, men även för att priset på råolja har stigit. 
För att kunna framställa flytande bränsle från oljesand krävs det stora mängder energi för ångning och raffinering. Denna process genererar i sig två till fyra gånger så mycket växthusgaser per fat färdig produkt som den konventionella framställningen från råolja. Om man sedan räknar med förbränningen av den färdiga produkten så genererar framställningen och förbrukningen 10 till 45 procent mer växthusgaser än förbrukningen av motsvarande mängd konventionellt framställt bränsle hade gjort.

## Historia
Exploateringen av oljesand sträcker sig ända till den paleolitiska perioden. Det tidigaste kända bruket av bitumen var för ca 400 000 år sedan. I Syrien har man hittat stenverktyg som har använts av Neandertalare med rester av bitumen på. Senare har Homo Sapiens använt produkten bland annat för att konstruera byggnader och för att täta enkla båtar med. I det forntida Egypten användes bitumen för att balsamera mumier och ordet mumie kommer från det arabiska ordet mūmiyyah som betyder just bitumen.
I forna tider var bitumen framför allt en mesopotamisk handelsvara som användes av sumerer och babylonier, men man har även funnit bruk av det i östra medelhavsområdet och Persien. Längsmed floderna Tigris och Eufrat fanns naturliga bitumenkällor där substansen sipprade upp direkt ur marken. Pälsjägare i Nordamerika brukade täta sina kanoter av björknäver med bitumen. I Europa utvann man stora mängder i Pechelbronn och här gjorde man redan 1742 bruk av förångningsmetoden.
Namnet tjärsand kom i bruk under sent 1800- och tidigt 1900-tal och uppkom genom att folk jämförde bitumen med de restprodukter av tjära som var vanliga i storstäderna vid den här tiden. Namnet är missvisande eftersom tjära till skillnad från bitumen inte är en naturligt förekommande substans utan tillverkas genom att pyrolysera organiskt material, vanligen torv eller ved. Naturligt förekommande bitumen är mer besläktat med asfalt än med tjära.

## Förekomst
Ett flertal länder i världen har stora fyndigheter av oljesand men de ojämförligt största fyndigheterna finns i Kanada och Venezuela som tillsammans har en tämligen outnyttjad oljereserv motsvarande dubbelt så mycket som världens kvarvarande totala oljereserver från råolja. Man räknar med att enbart Athabasca Oil Sands innehåller närmare 1,7 x 1012 fat olja. Kanada har på senare år börjat utveckla utvinningen ur oljesanden och 2007 kom 44% av oljeförbrukningen från oljesand, 18% från tung råolja och resterande 38% från andra källor.
Oljesand ses av många som ett allt viktigare alternativ till konventionell utvinning av råolja då dessa oljereserver minskar. Oljesand och oljeskiffer har potential att generera olja i flera hundra år.

## Miljöpåverkan
Utvinningen av oljesand kritiseras för att åstadkomma osedvanligt stora utsläpp av växthusgaser och för att förstöra ekosystem, leda till skogsskövling, förgifta vattendrag och slå hårt mot ursprungsbefolkningar. Miljöorganisationen Greenpeace har vid upprepade tillfällen utfört aktioner mot bolag inblandande i oljesandsutvinning, så som Shell och Equinor.
Statoil uppskattar sina utsläpp av växthusgaser per utvunnet fat olja ur oljesanden till 8 gånger större än från oljebolagets konventionella oljeutvinning från Nordsjön.